# 9761 Кауттер
9761 Кауттер (9761 Krautter) — астероїд головного поясу, відкритий 13 вересня 1991 року.
Тіссеранів параметр щодо Юпітера — 3,602.